# Mercado de crédito
Mercado de crédito é o sistema financeiro onde ocorre o processo de concessão e tomada de crédito.
O mercado de crédito envolve uma dupla parte, uma credora e outra devedora, que normalmente estabelecem uma relação contratual entre si, podendo ser formal ou informal. Esta situação sugere que uma das partes, a credora conceda liquidez à outra, mediante um premio de liquidez ou de risco, comumente intitulado de juros. Nesta relação a parte credora oferece um bem à parte devedora, que na sociedade capitalista é a moeda fiduciária ou escritural.
Segundo o novo dicionário do Aurélio, crédito é definido como cessão de mercadoria, serviço ou importância em dinheiro, para pagamento futuro. Assim sendo, ao dispormos a terceiro uma determinada mercadoria, mediante ao compromisso, formal (contrato) ou informal, de reembolso no futuro, estamos vendendo a crédito. Quando dispomos a terceiro uma importância em dinheiro mediante o compromisso, formal ou informal, de pagamento no futuro, estamos emprestando a crédito.
O mercado de crédito serve de alavancagem para a maioria das economias desenvolvidas do mundo, já no Brasil este mercado ainda tem pouca expressão, devido a taxa de juros no Brasil estar entre as mais altas do mundo. No entanto o mercado de crédito está em grande expansão, segundo a FEBRABAN em julho de 2008 o crédito alcançou o seu recorde histórico, chegando a 37% do PIB brasileiro, ultrapassando a casa de 1 trilhão de reais, onde o crédito destinado a pessoa física corresponde a cerca de 370 bilhões de reais.
No sistema capitalista os principais agentes de concessão de crédito são as instituições financeiras, embora existam vários outros agentes, como as empresas para seus clientes e as pessoas físicas para seus parentes e amigos. As instituições financeiras são os principais agentes pelo seu poder de arregimentar recursos, e pelo grau de especialização que alcançam no processo de emprestar e principalmente receber seus empréstimos.
Existem muitas modalidades de crédito disponíveis ao consumidor atualmente, as principais são: cheque especial, cartão de crédito,empréstimo pessoal, crédito direto ao consumidor (CDC), crédito consignado, crédito habitacional, leasing.

## Diferença entre Mercado de Capitais e Mercado de Crédito[4]
No mercado de crédito, as instituições financeiras fazem transações com os poupadores e com os tomadores independentemente. Utilizam uma taxa de juros maior na transação com os tomadores do que a taxa de juros com os poupadores. Essa diferença entre taxas dá lucro à instituição.
No mercado de capitais, as instituições financeiras participam como prestadoras de serviço entre o poupador e o tomador. O tomador fornece um rendimento diretamente ao poupador, a instituição financeira organiza o contado e cobra, de ambos ou de apenas um, uma parcela relativa ao serviço prestado.